# وروجک شاد

## داستان
یک کوتوله خدمتگزار بابانوئل که ایوبی (به انگلیسی: Eubie) نام دارد قصد داشت بچه‌ّای بد شهر بلوزویل را خوب کند اما در این راه برای او موانعی وجود دارد و او این موانع را پشت سر گذارده و در نتیجه موفق می‌شود حتی نام شهر بلوز ویل(روستای غمگین) را به شهر جوی ویل(روستای شاد) تغییر دهد.

## بازیگران
- راب پالسن — Eubie
- هری کانیک جونیور — Lil' Farley
- کارول کین — Gilda
- میکی رونی — Santa
- کوین مایکل ریچاردسون — Derek, Tucker, Mayor and Toady
- می ویتمن — Molly
- لویس بلک — Norbert
- Candi Milo — Curtis
- Rory Thost — Brother
- لیلیانا مومی — Sister